# Stephen Hewitt
Stephen Hewitt (* 15. Juli 1958) ist ein australischer Curler. 
Sein internationales Debüt hatte Hewitt bei der Pazifikmeisterschaft 1991 in Sagamihara, wo er die Goldmedaille gewann. 
Hewitt spielte als Lead der australischen Mannschaft bei den XVI. Olympischen Winterspielen 1992 in Albertville im Curling. Die Mannschaft belegte den siebten Platz. Mit der australischen Mannschaft hat er mehrfach an der Weltmeisterschaft teilgenommen. Das beste Ergebnis erzielte er bei den Weltmeisterschaften 1992 und 2008 jeweils mit einem sechsten Platz.

## Erfolge
- Pazifikmeister 1991, 1993, 1994, 1996
- 2. Platz Pazifikmeisterschaft 2002, 2007